# قائمة مسلات مصرية في دول أجنبية
توجد في روما عاصمة إيطاليا ثمانية مسلات فرعونية بناها المصريون القدماء، كانت منتصبة في مصر وأخذها الأباطرة الرومان أثناء حكمهم لمصر، كما توجد مسلات أخرى منها 5 بناها الرومان القدماء إضافة لبعض المسلات المبنية في العصر الحديث.

## المسلات المصرية في روما
| #  | الصورة | الاسم      | الفرعون                     | الطول (إضافة للوزن)                            | الموقع الحالي                 | ملاحظات |
| -- | ------ | ---------- | --------------------------- | ---------------------------------------------- | ----------------------------- | --- |
| 1. |        | لاتيرانيسي | تحتمس الثالث / تحتمس الرابع | 32.18 متر (45.70 متر)                          | ساحة سان جيوفاني في لاتيرانو  | أطول مسلة في روما ولديها أكبر قاعدة وتزن 230 طنا، أخذت من معبد آمون في الكرنك أحضرها إلى روما قنسطانطيوس الثاني في العام 357 م.ليزين بها ساحة مكسيموس عثر عليها في ثلاث أجزاء منفصلة العام 1587 م. واستعيد قوامها بطول أقصر ب4 أمتار عما كانت عليه بواسطة البابا سيكستوس الخامس ووضعت في ساحة سان جيوفاني قرب قصر لاتيران. |
| 2. |        | الفاتيكان  | أمنحوتب الثاني              | 25.5 متر، مدعومة بأسود برونزية وصليب في أعلاها | ساحة القديس بطرس              | هي مسلة كانت قائمة في مدينة هليوبليس عاصمة دولة مصر السفلى أخذت إلى روما بواسطة الإمبراطور كاليجولا العام 37 م. لتوضع في "سبينا" وهي موضوعة حاليا في ساحة الفاتيكان بأوامر البابا سيكستوس الخامس وهي المسلة الوحدة في روما التي لم تسقط في الحقبة الرومانية وماتلاها ويعتقد أن المسلة في العصر الروماني كان بها كرة ذهبية علي قمة المسلة تحوي رماد يوليوس قيصر فيما يبدو كتقديس له، وقد أزالها المعماري الإيطالي دومينجو فانتانا بعد إعادة وضع المسلة في مكانها الحالي بطلب من البابا سيكستوس الخامس والكرة موضوعة حاليا في متحف روما. |
| 3. |        | فلامينيو   | سيتي الأول / رمسيس الثاني   | 24 متر (36.50 متر)                             | (Piazza del Popol)ساحة بوبولو | أحضرت من هليوبليس إلى روما بواسطة أغسطس قيصر في سنة 10 قبل الميلاد ووضعت في ساحة مكسيموس عثر عليها في ذات الوقت الذي عثر فيه علي المسلة الموضوعة في لاتيرانينيسي العام 1587 م.في قطعتين وأعيد تركيبها بواسطة البابا سيكستوس الخامس في 1589 م. أضيف إليها نحت الأسود في القاعدة العام 1818 م.. |
| 4. |        | سولاري     | إبسماتيك الأول              | 21.79 متر (33.97 متر)                          | ساحة مونتيتشيتوريو            | أحضرت من مكانها الأصلي في هليوبليس بواسطة أغسطس سنة 10 قبل الميلاد وعثر عليها في القرن السادس عشر وأصلحت بواسطة البابا بيوس السادس ووضعت بباحة قصر " بلاتزيو مونتيتشيتوريو " في روما في 1792 م.. |
| 5. |        | ماتشوتيو   | رمسيس الثاني                | 6.34 متر (14.52 متر)                           | ساحة روتوندا                  | في الأصل هي واحدة من مسلتين متشابهتين في معبد الاله رع في هليوبليس أحضرتا إلى روما والأخرى أقصر طولا نقلت إلى معبد ايزيس قرب " سانتا ماريا سوبرا مينرفا " في إيطاليا الحالية نقلها البابا كليمنت التاسع خلف معبد پانثيون في روما في 1711 م. |
| 6. |        | مينيرفيو   | أبريس                       | 5.47 متر (12.69 متر)                           | سانتا ماريا سوبرا مينرفا      | في الأصل هي واحدة من مسلتين متشابهتين، مكانهما الأصلي في مدينة زاو التاريخية (أو سييس حسب نطق آخر)علي الضفة الغربية لنهر النيل أحضرت إلى روما بواسطة الإمبراطور ديوكلتيانوس لتوضع بالقرب من معبد ايزيس في روما، أعيد نصبها العام 1667 م. بواسطة البابا ألكسندر علي قاعدة بشكل فيل خلف معبد پانثيون في روما أما الزوج الثانث من المسلتين فتوجد في مدينة أوربينو بوسط إيطاليا.أعاد تصميم القاعدة بشكل الفيل النحات والمعمار الباروكي الشهير برنيني.                                                                                      |
| 7. |        | دوجالي     | رمسيس الثاني                | ? (6.34 متر)                                   | حمامات ديكولتيان              | في الأصل هي واحدة من مسلتين متشابهتين في هليوبليس والأخرى موجودة الآن في حديقة بوبولي الشهيرة في فلورنسا بإيطاليا، نقلت إلى معبد ايزيس في روما، عثر عليها العام 1883 قرب " سانتا ماريا سوبرا مينرفا " وهي الآن موضوعة " كنصب تكريمي" لمعركة دوجالي في الحبشة. |
| 8. |        | ماتيانو    | رمسيس الثاني                | 2.68 متر (12.23 m)                             | فيلا كليمونتانا               | هي المسلة الأخرى من المسلتين اللتان كانتا ذات يوم بمعبد الاله رع في هليوبليس، موضوعة في روما حاليا. |

## نسخ لمسلات مصرية في روما
أيضا توجد في روما نسخ صنعت هناك علي هيئة مسلات مصرية قديمة في الحقبة الرومانية من قبل الأثرياء الرومان.

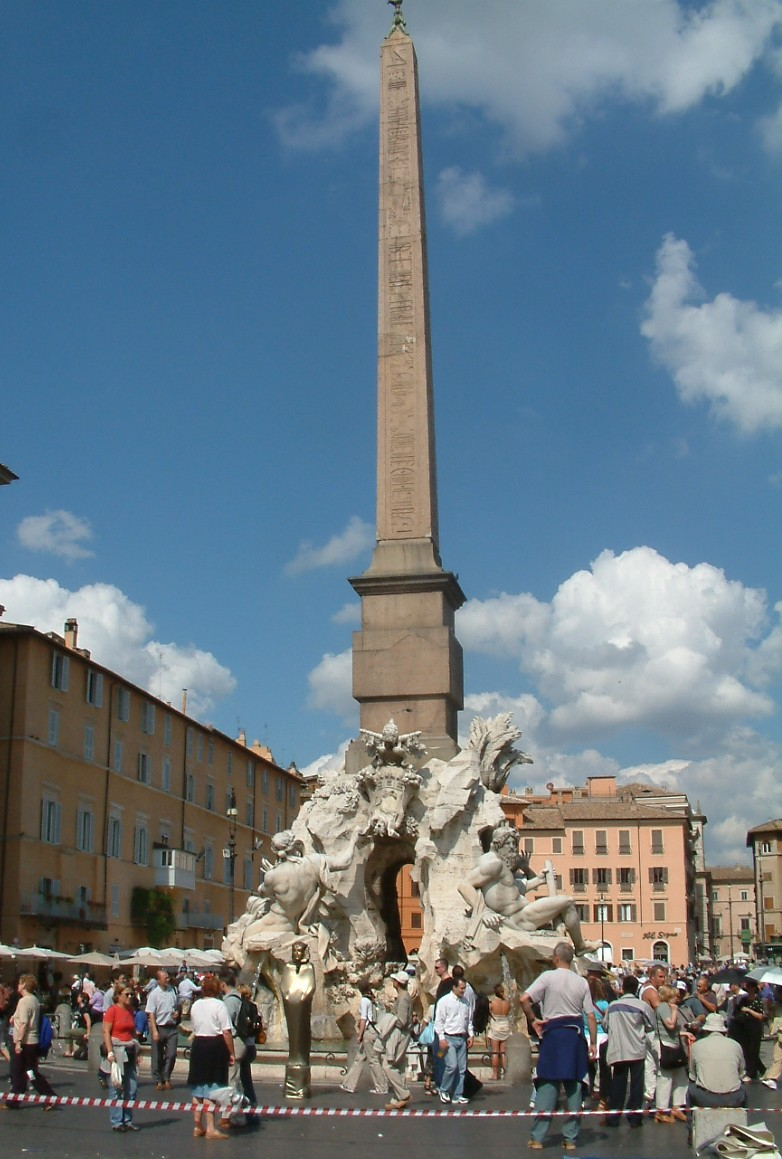
مسلة أجوناليس في ساحة نافونه
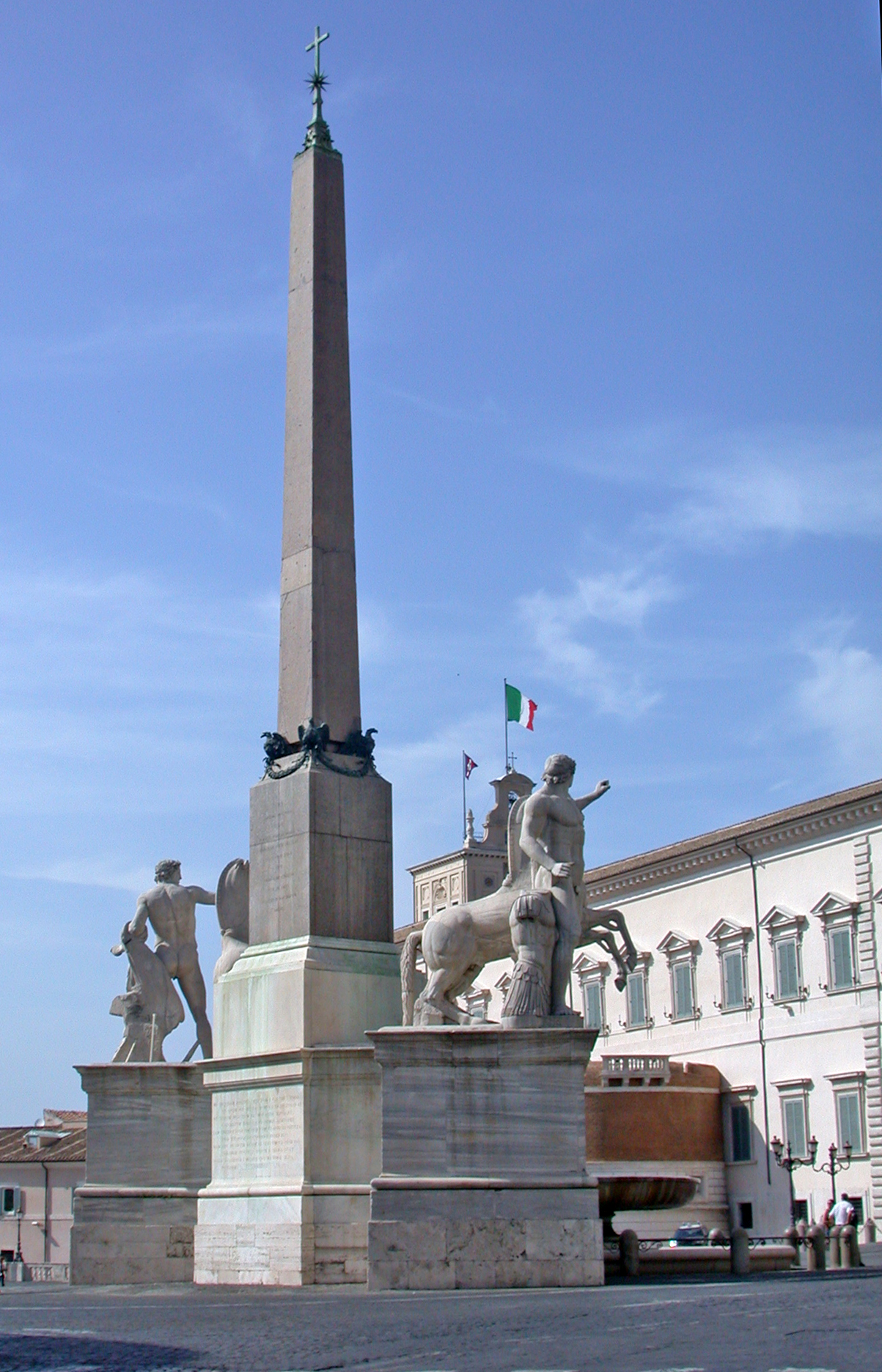
مسلة كويرينالي
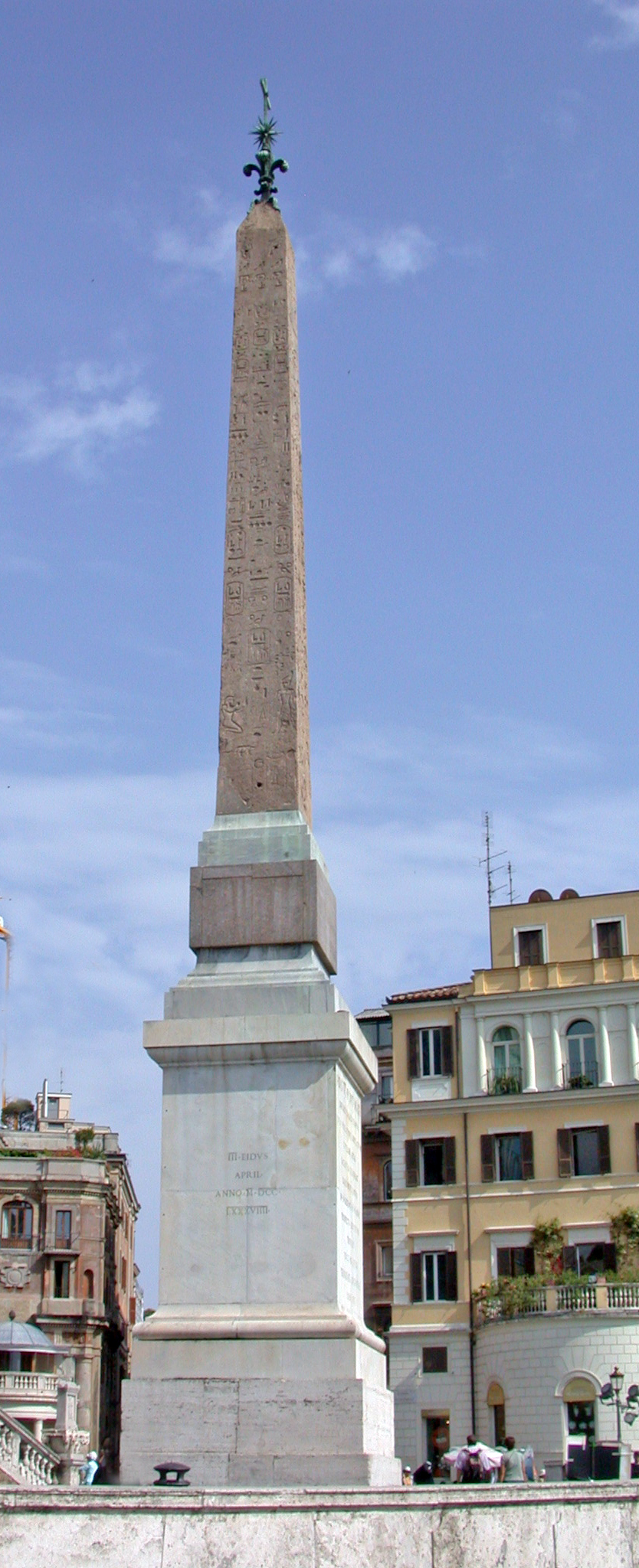
مسلة سالوستيانو
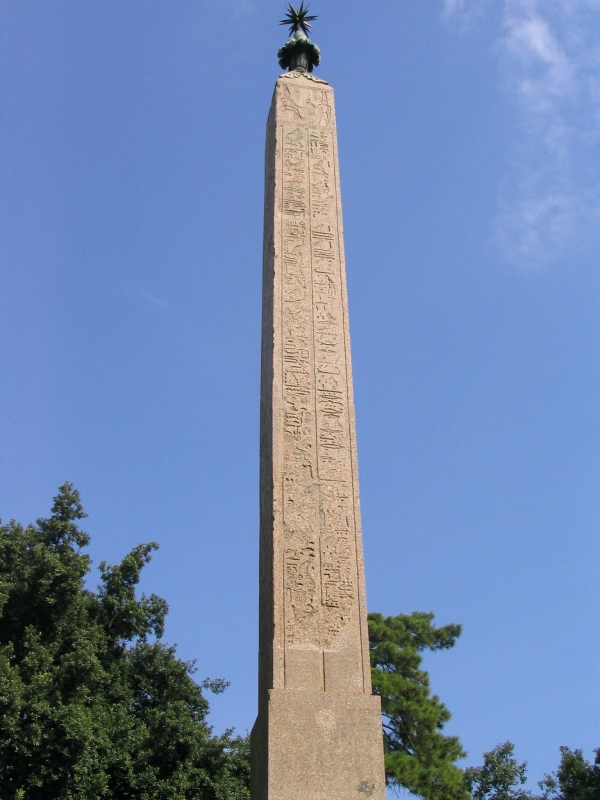
مسلة بيناتشيانو كلف الامبراطور هادريان بصناعتها في مصر تكريما لحبيبه أنطونيوس.
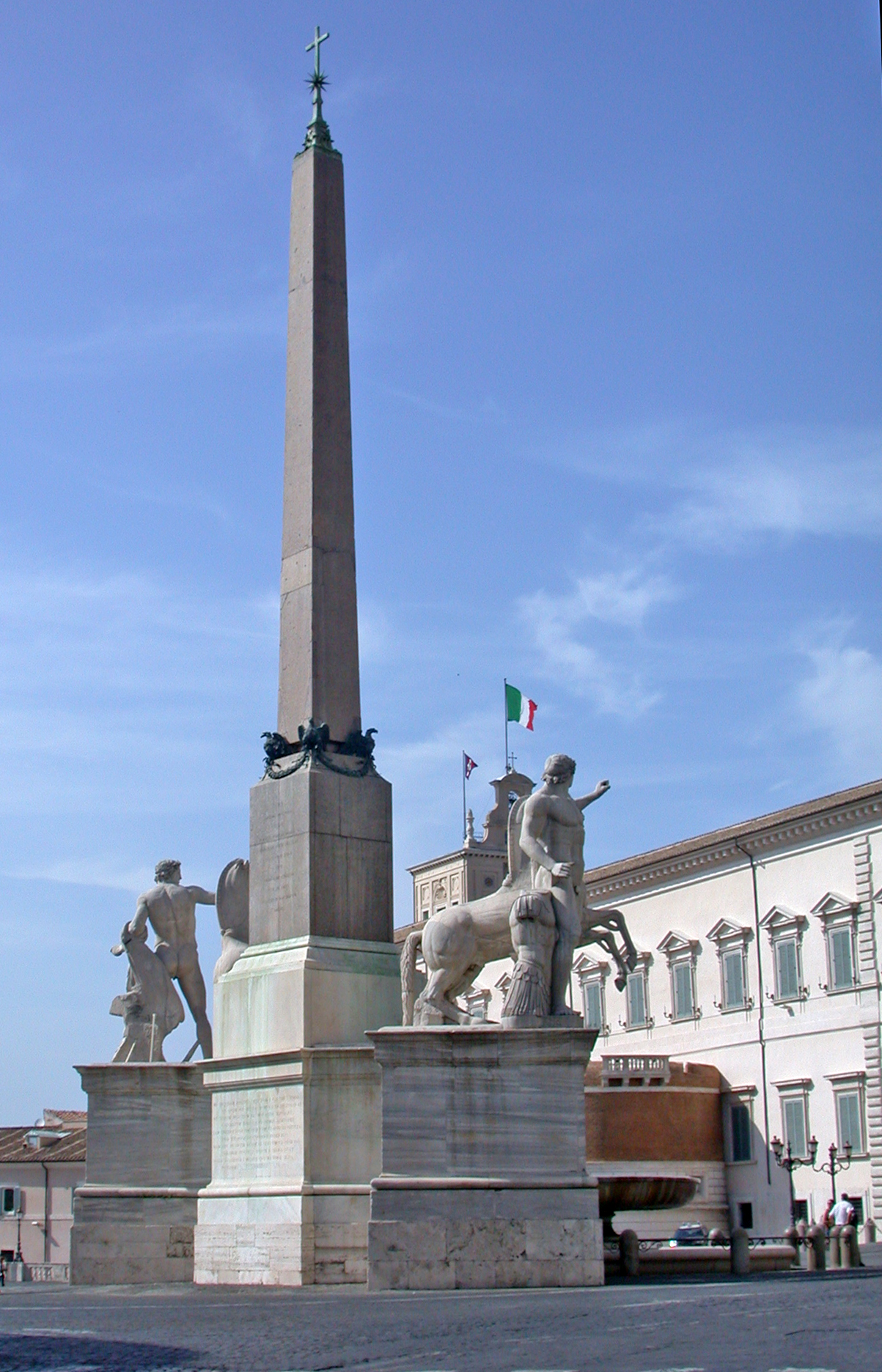
مسلة اسكويليني وضعت في مكانها الحالي العام 1587 م.

## مسلات أخرى
| # | الصورة | الاسم | الفرعون      | الطول (إضافة للوزن) | الموقع الحالي | ملاحظات |
| - | ------ | ----- | ------------ | ------------------- | ------------- | ------- |
|   |        |       | كليوباترا    |                     | لندن          |         |
|   |        |       | كليوباترا    |                     | باريس         |         |
|   |        |       | كليوباترا    |                     | نيويورك       |         |
|   |        |       | تحتمس الثالث |                     | اسطنبول       |         |

## وصلات خارجية
- «المسلات في روما» ل (أندريا بوليت)
- المسلات في روما  (عدة مقالات في قاموس بلانتر الطوبوجرافي في روما القديمة)
- المسلات في روما
- Obelisks.html Obeliiks of Rome by www.romeartlover.it
- Flow chart of the standing obelisks